# Santuario de la naturaleza El Arrayán
El Santuario de la naturaleza El Arrayán es un área protegida privada de acceso público en la comuna de Lo Barnechea, Santiago, Chile.

## Historia
A fines de los años 50, Enrique Amunátegui Johnson, hijo del político Miguel Luis Amunátegui Johnson, compró dos predios contiguos en la entonces comuna de Las Condes: los fundos San Enrique y Los Nogales.
En 1973, Amunátegui Johnson le entregó tierras al general de la Fuerza Aérea, Eduardo Iensen Franke, quien intervino ante el Consejo de Monumentos Nacionales, para que los predios fueran declarados oficialmente como Santuario de la naturaleza el 15 de junio de ese mismo año.

## Características
El santuario cuenta con una zona de picnic, en donde hay parrillas y mesas para hacer asados todo esto alrededor del Estero Arrayán. Asimismo, cuenta con un sendero de trekking de 3 km en lo que antiguamente fue un sendero de arrieros que lleva hasta la quebrada El Manzano.